# Llallagua

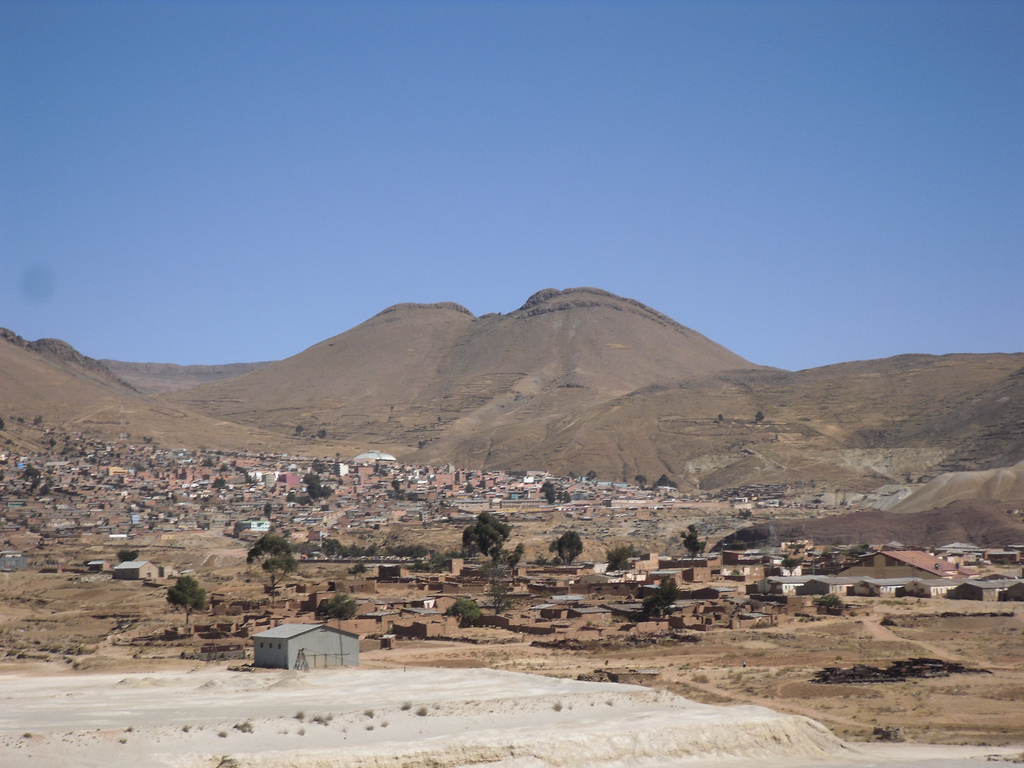
Llallagua

Llallagua (Quechua: Llallawa) é uma cidade da Bolívia localizada na província de Rafael Bustillo, departamento de Potosí. Está situada 7 km ao norte de Uncia e 300 km ao sul de La Paz. De acordo com o censo realizado em 2001, a cidade possuía 29.472 habitantes e sua população estimada para 2006 é de 27.700 habitantes.
- latitude: 18° 25' 0 Sul
- longitude: 66° 37' 60 Oeste
- altitude: 3.876 metros